# Voleibol nos Jogos Pan-Americanos
O voleibol faz parte do programa esportivo dos Jogos Pan-Americanos desde a segunda edição do evento, realizada em 1955, na Cidade do México, no México. Os primeiros campeões foram os Estados Unidos no masculino e o México no feminino.

## Quadro de medalhas

### Masculino
| Ordem | País           | Medalha de ouro | Medalha de prata | Medalha de bronze | Total |
| ----- | -------------- | --------------- | ---------------- | ----------------- | ----- |
| 1     | Brasil         | 5               | 7                | 5                 | 17    |
| 2     | Cuba           | 5               | 5                | 3                 | 13    |
| 3     | Estados Unidos | 4               | 4                | 0                 | 8     |
| 4     | Argentina      | 3               | 1                | 4                 | 8     |
| 5     | Venezuela      | 1               | 0                | 0                 | 1     |
| 6     | México         | 0               | 1                | 2                 | 3     |
| 7     | Canadá         | 0               | 0                | 3                 | 3     |
| 8     | Colômbia       | 0               | 0                | 1                 | 1     |

### Feminino
| Ordem | País                 | Medalha de ouro | Medalha de prata | Medalha de bronze | Total |
| ----- | -------------------- | --------------- | ---------------- | ----------------- | ----- |
| 1     | Cuba                 | 8               | 3                | 1                 | 12    |
| 2     | Brasil               | 4               | 4                | 2                 | 10    |
| 3     | República Dominicana | 3               | 0                | 1                 | 4     |
| 4     | Estados Unidos       | 2               | 5                | 5                 | 12    |
| 5     | México               | 1               | 0                | 4                 | 5     |
| 6     | Peru                 | 0               | 5                | 3                 | 8     |
| 7     | Colômbia             | 0               | 1                | 0                 | 1     |
| 8     | Argentina            | 0               | 0                | 1                 | 1     |
| 8     | Canadá               | 0               | 0                | 1                 | 1     |

### Geral
| Ordem | País                 | Medalha de ouro | Medalha de prata | Medalha de bronze | Total |
| ----- | -------------------- | --------------- | ---------------- | ----------------- | ----- |
| 1     | Cuba                 | 13              | 8                | 4                 | 25    |
| 2     | Brasil               | 9               | 11               | 7                 | 27    |
| 3     | Estados Unidos       | 6               | 9                | 5                 | 20    |
| 4     | Argentina            | 3               | 1                | 5                 | 9     |
| 5     | República Dominicana | 3               | 0                | 1                 | 4     |
| 6     | México               | 1               | 2                | 5                 | 8     |
| 7     | Venezuela            | 1               | 0                | 0                 | 1     |
| 8     | Peru                 | 0               | 5                | 3                 | 8     |
| 9     | Colômbia             | 0               | 1                | 1                 | 2     |
| 10    | Canadá               | 0               | 0                | 4                 | 4     |